# Asuka (forskningsstation)
Asuka (japanska: あすか基地, Asuka Kichi) är en japansk forskningsstation i Antarktis, belägen 903 meter över havet, vid Prinsesse Ragnhild Kyst i Dronning Maud Land. Stationen öppnades 1984, och var under perioden 1987–1991 bemannad av forskare året om. Sedan 1991 är den stängd, och används nu bara för obemannade meteorologiska observationer. Det mesta av stationen är numera begravt av snö.